# Campovassouria
Campovassouria, rod glavočika iz podtribusa Disynaphiinae, dio tribusa Eupatorieae.

## Opis
Rod Campovassouria je južnoamerički rod s 1-3 vrste koje sežu od Brazila do Argentine. Po navici je donekle slična disinafiji, ali se razlikuje u nizu značajki. Rezultati molekularne analize uzorka, koji su pokazali dokaz polimorfizma u ITS regiji, sugeriraju da bi hibridizacija mogla biti uključena u stvaranje uzorka varijabilnosti. Izvješća o značajnim morfološkim varijacijama bila bi u skladu s ovim dokazima.

## Vrste
1. Campovassouria barbosae H.Rob.; brazilski endem iz Parane
2. Campovassouria cruciata (Vell.) R.M.King & H.Rob.